# Natàlia Solà i Salvà
Natàlia Solà i Salvà (Palma, 4 de setembre del 1934) és una compositora i pianista andorrana d'origen mallorquí que s'ha dedicat primordialment a la docència. Nascuda a Palma, va passar, amb la seva família, la Guerra Civil espanyola a Barcelona. De tornada a Mallorca, van anar a viure a Valldemossa.
Estudià música a Palma, amb el director del conservatori, Jaume Roig i amplià els estudis al de València, on obtingué el títol superior de piano i a Barcelona. En casar-se, al 1958, s'establí a Andorra la Vella, on l'any següent fundà la primera escola de música del país, l'Escola de Música Natàlia Solà, que durant molts anys, i fins al 2008, regí en conveni amb el conservatori del Liceu i va estar inclosa en la Xarxa d'Escoles Vinculades del Conservatori del Liceu. Entre els seus alumnes, es pot citar el pianista i professor Jordi Porta i Vila (la Seu d'Urgell, 1976). El 2008 va fer donació dels materials de la seva acadèmia de música al comú d'Escaldes-Engordany perquè aquest la utilitzés de base per a la nounada Escola de Música Comunal Natàlia Solà.
L'any 1986 rebé el Premi Grandalla pel seu recull de poesia Intensament blancs i grocs. L'any 2010 va rebre el Premi Àgora Cultural 2009 «per la seva contribució a la formació musical dels joves d'Andorra des del 1959 i aportacions com a compositora, poeta i pianista».

## Obra literària
- Intensament blancs i grocs (Premi Grandalla de poesia 1986).[9]

## Obra musical
La seva obra musical abasta molts de g`peneres: sardanes, havaneres, cançons infantils, himnes i també una missa dedicada a la Mare de Déu de Meritxell. L'amistat amb Esteve Albert la portà a musicar poemes seus.
- Cap a la carena (2003), cançó[11]
- Cinc esferes, quatre poemes, (2015), poesies d'Ilke Machéral musicades per Natàlia Solà[12]
- El despertar de les aigües (1990),[13] ballet simfònic sobre poemes d'Esteve Albert i Corp. Comprèn Dansa i cant de la Goja d'Entremesaigües; Dansa i cant de la Goja de Molleres; Dansa i cant de la Goja del Valira; Dansa i cant de la Goja de l'Estany de l'Illa; Dansa i cant de la Goges Infinites; Dansa i cant de la Goja de Perafita; Dansa i cant de les Goges dels Estanyons
- Diàleg (2011), amb lletra de Marc Tintoré[11]
- La goja dels estanyons (1992), sardana amb lletra d'Esteve Albert[14][15]
- Interiors: cançó lírica sobre poemes d'Andorra, musicació de poemes de diversos autors[16]
- M'ha sorprès (2016), cançó[11]

Enregistraments
- El despertar de les aigües:obra lírica musical.[17]
- Aldea, M. Dolors (soprano); Oriol Luca, Mercè (mezzosoprano); Ruiz, Josep (tenor); Solà, Natàlià; Cabero, Manel (pianistes). Interiors: cançó lírica sobre poemes d'Andorra. Disc compacte.  Barcelona: Capital Sound, 2001. CM-1041-CD Class Music. Comprèn els poemes Mare, si fos mariner; Collarets de llum; Vindrà la boira pels camins / Miquel Martí i Pol; L'eixartell / Antoni Morell; La grandalla / Xavier Plana; Jo voldria parlar... / Marc Tintoré; Pastor de somnis / Esteve Albert; La pluja de primavera / Joan Saladrich; Un molí que no moldrà / Orobitg Carner; Dolça trobada / Riberaygua de Santa Coloma; Rossinyol / Josefina Obiols; musicats per Natàlia Solà[18]
- Ramírez i Abella, Rosa Mari (veu); Abella i Muniesa, Rosa Mari (piano). Les Goges del Madriu.  Barcelona: Capital Sound Studios, 2006. Versió cantada de la La goja dels Estanyons[19]
- Ramírez i Abella, Rosa Mari (veu); Cobla La Principal de la Bisbal (música). 14 anys i més sardanes.  Barcelona: Audiovisuals de Sarrià, 2010.
- Versió cantada de la sardana La Goja dels Estanyons[20]